# Tiago Nunes
Tiago Retzlaff Nunes (ur. 15 lutego 1980 w Santa Maria) – brazylijski trener piłkarski, od 2025 roku prowadzi ekwadorski LDU Quito.